# Yve-Alain Bois
Yve-Alain Bois (* 16. April 1952 in Constantine, Département Constantine) ist  ein französischer Kunsthistoriker, Kunstkritiker und Professor am Institute for Advanced Study in Princeton.

## Leben
Bois erhielt einen Master of Arts 1973  von der École pratique des hautes études in Paris für die Arbeit an El Lissitzkys Typografie und einen Doktor der Philosophie 1977 von der École des Hautes Études en Sciences Sociales für die Arbeit an Lissitzkys und Malewitschs Vorstellungen des Raumes.
Bois war einer der Mitbegründer und Co-Direktor des Macula-Magazins von 1976 bis 1979 und 1976 der Macula-Buchreihe. Er ist Mitherausgeber von Artforum, einem internationalen Kunstmagazin.
Bois war Professor für Moderne Kunst und Vorsitzender der Abteilung für Kunstgeschichte und Architektur an der Harvard University. Er lehrte als Dozent an der Johns Hopkins University und am Centre national de la recherche scientifique. Bois ist Professor an der Schule für theoretische Forschung und intellektuelle Anfragen, des Institute for Advanced Study in Princeton, New Jersey,. 2005 wurde er zum Mitglied der American Academy of Arts and Sciences gewählt, ebenso wie 2016 zum Mitglied der American Philosophical Society.

## Schriften
- Vorwort zu: Pierre Francastel: Art and Technology in the 19th and 20th Centuries. 2000, ISBN 1-890951-02-1.
- mit Pierre Francastel: Roy Lichtenstein: Perfect/Imperfect. 2002, ISBN 1-880154-81-1.
- mit Christine Marcel, Olivier Rolin: Sophie Calle: Did You See Me? Prestel. 2003, ISBN 3-7913-3035-7.
- mit Walter Hopps: Edward Ruscha: Catalogue Raisonne of the Paintings: 1958–1970. 2004, ISBN 3-88243-972-6.
- mit Benjamin H. D. Buchloh, Hal Foster, Rosalind Krauss: Art Since 1900: Modernism, Antimodernism, Postmodernism. Band 1: 1900–1944. 2005, ISBN 0-500-28534-9
- mit Elisabeth Sussman, Fred Wasserman et al. Eva Hesse: Sculpture. 2006, ISBN 0-300-11418-4.
- Vorwort zu: Mel Bochner: Solar System & Rest Rooms: Writings and Interviews, 1965–2007. 2008, ISBN 0-262-02631-7
- mit Julia Robinson, Branden W. Joseph: The Anarchy of Silence: John Cage and Experimental Art. 2009, ISBN 84-92505-14-1.
- mit Guy Brett, Guitemie Maldonado, Josiah McElheny: Georges Vantongerloo: A Longing for Infinity. 2009, ISBN 84-8026-400-4.
- Gabriel Orozco (October Files). MIT Press, 2009, ISBN 0-262-01318-5.
- mit Dawn Ades: Picasso Harlequin 1917–1937. 2009, ISBN 88-6130-990-9.